# Emily Brydon
Emily Brydon (* 27. April 1980 in Fernie, British Columbia) ist eine ehemalige kanadische Skirennläuferin.

## Biografie
Brydon galt als Speedspezialistin, startete jedoch auch öfters in Weltcup-Slaloms und Weltcup-Riesenslaloms. Sie ist zehnfache kanadische Meisterin (3× Abfahrt, 4× Super-G, 1× Slalom und 2× Kombination). Mit einer Körpergröße von 1,85 m gehörte sie zu den größten Frauen und besten Gleiterinnen im alpinen Skiweltcup.
Im Nor-Am Cup gelang ihr der Durchbruch in der Saison 1997/98, als sie mit vier Siegen und weiteren fünf Podestplätzen die Gesamtwertung, die Abfahrtswertung und die Super-G-Wertung gewann. Bei der Juniorenweltmeisterschaften 2000 in der kanadischen Provinz Québec wurde sie Weltmeisterin in der Kombination und Zweite im Slalom hinter der Schwedin Anja Pärson.
Ab November 1998 startete Brydon im Skiweltcup. Ihren ersten Podestplatz erzielte sie als Dritte der Abfahrt von St. Moritz am 16. Dezember 2000. Der nächste Podestplatz gelang ihr erst im Februar 2005. Im Jahr 2002 startete sie erstmals bei Olympischen Winterspielen, jedoch ohne großen Erfolg, im Slalom belegte sie Rang 27, im Riesenslalom Rang 38. Bei den Olympischen Winterspielen 2006 wurde sie Neunte im Super-G, 13. in der Kombination und 20. in der Abfahrt. Bei ihrem letzten Großereignis, den Olympischen Winterspielen 2010, fuhr sie auf Platz 14 in der Super-Kombination und auf Rang 16 in der Abfahrt.
Brydon nahm von 2001 bis 2009 fünfmal an Alpinen Skiweltmeisterschaften teil. Die beste Einzelplatzierung erreichte sie 2001 in St. Anton mit einem siebten Platz in der Kombination. Im Mannschaftswettbewerb erzielte sie mit ihren Teamkollegen 2005 den fünften und 2007 den sechsten Platz.
Im Weltcup erreichte Brydon in ihrer Karriere insgesamt neun Podestplätze, fünfmal in der Abfahrt, dreimal im Super-G und einmal in der Kombination. Ihren einzigen Weltcupsieg feierte sie am 3. Februar 2008 im Super-G von St. Moritz. In der Saison 2004/05 wurde sie im Kombinationsweltcup hinter Janica Kostelić und Anja Pärson Dritte, in der Saison 2007/08 erzielte sie Platz fünf im Super-G-Weltcup und mit Platz 14 ihr bestes Ergebnis im Gesamtweltcup. In ihrer letzten Saison 2009/10 wurde sie Sechste im Abfahrtsweltcup. Beim Weltcupfinale 2009/10 in Garmisch-Partenkirchen gab Brydon ihren Rücktritt mit Saisonende bekannt. Der Super-G vom 12. März, in dem sie Rang 15 belegte und nochmals Punkte holte, war ihr letzter Weltcup-Auftritt. Ihre letzten Rennen bestritt sie Ende März 2010 bei den kanadischen Meisterschaften, wo sie im Super-G ihren insgesamt zehnten nationalen Titel gewann.
Brydon ist Athletenbotschafterin der Entwicklungshilfeorganisation Right To Play.

## Erfolge

### Olympische Spiele
- Salt Lake City 2002: 27. Slalom, 38. Riesenslalom
- Turin 2006: 9. Super-G, 13. Kombination, 20. Abfahrt
- Vancouver 2010: 14. Super-Kombination, 16. Abfahrt

### Weltmeisterschaften
- St. Anton 2001: 7. Kombination, 12. Super-G
- St. Moritz 2003: 11. Kombination, 18. Abfahrt, 20. Slalom, 23. Super-G, 24. Riesenslalom
- Santa Caterina 2005: 11. Abfahrt, 13. Kombination, 21. Super-G, 5. Team-Wettbewerb
- Åre 2007: 10. Super-Kombination, 13. Super-G, 24. Abfahrt, 34. Slalom, 6. Team-Wettbewerb
- Val-d’Isère 2009: 11. Abfahrt, 13. Super-G

### Weltcup
- Saison 2004/05: 3. Kombinationsweltcup
- Saison 2006/07: 10. Kombinationsweltcup
- Saison 2007/08: 5. Super-G-Weltcup, 10. Abfahrtsweltcup
- Saison 2009/10: 6. Abfahrtsweltcup, 10. Kombinationsweltcup
- 9 Podestplätze, davon 1 Sieg:

| Datum           | Ort        | Land    | Disziplin |
| --------------- | ---------- | ------- | --------- |
| 3. Februar 2008 | St. Moritz | Schweiz | Super-G   |

### Nor-Am Cup
- Saison 1997/98. 1. Gesamtwertung, 1. Abfahrtswertung, 1. Super-G-Wertung
- Saison 1998/99: 8. Riesenslalomwertung
- Saison 1999/00: 3. Gesamtwertung, 3. Abfahrtswertung, 3. Slalomwertung, 3. Super-G-Wertung
- Saison 2004/05: 8. Abfahrtswertung
- 19 Podestplätze, davon 12 Siege

### Europacup
- 4 Podestplätze, davon 2 Siege

### Juniorenweltmeisterschaften
- Megève 1998: 5. Abfahrt, 14. Super-G, 19. Slalom, 24. Riesenslalom
- Pra Loup 1999: 11. Super-G, 15. Slalom, 22. Abfahrt
- Québec 2000: 1. Kombination, 2. Slalom, 6. Super-G, 7. Abfahrt, 8. Riesenslalom

### Weitere Erfolge
- 10 kanadische Meistertitel:
  - 3× Abfahrt (1999, 2004 und 2005)
  - 4× Super-G (1998, 2004, 2005 und 2010)
  - 1× Slalom (2005)
  - 2× Kombination (2004 und 2005)
- 19 Siege in FIS-Rennen